# 野手るりこ
野手るりこ（ので るりこ）は、日本の歯科医師。第33回ミス日本グランプリ受賞者。宗宮武丸ファンクラブ代表。

## 経歴
1977年頃、生まれる。
1999年5月13日、日本真珠輸出組合（神戸市中央区）が主宰するパールプリンセス'99で準ミスに選ばれる。2000年、日本パラオ国際親善大使プリンセスのグランプリに選ばれる。
昭和大学歯学部在学中の2001年、2128名の参加者の中からミス日本グランプリに選ばれる。
2001年3月27日、千葉マリンスタジアムで千葉ロッテマリーンズ対日本ハムファイターズの試合の始球式を行う。
2001年10月28日、ミス日本2001の準ミス・鵜飼暢子、ミス日本2002の関東地区代表（岩瀬永佳, 佐野永佳, 樋内優子, 加藤綾子, 横部恵, 室井真希, 竹内麻衣, 田中真由美, 
林由紀子, 石田明子）らと共に「ディズニー愛のつどい」のボランティア活動に従事。
2002年6月8日、「白くきれいな歯　広島フォーラム」でトークショー。
2003年5月21日、CD『momo』（ミデイ, MDCS1057）をリリース。このとき、昭和大学歯学部在学中。
2007年、日本アンチエイジング歯科学会の「第2回 日本アンチエイジング歯科学会審美美容部会」で「ホワイトニング＆スマイル」と題した講演。
2018年11月15日、ジャパンウィメンズコレクション2018に来賓として参加。
現在、千葉県千葉市中央区の野手歯科医院に勤務。

## 人物
- 身長170cm[2]
- スリーサイズはB86 W58 H88[2]
- 趣味はテニス・ゴルフ・乗馬[2]

## テレビ出演
- 2006年3月2日『女優魂』（日本テレビ）
- 2008年9月11日『うたばん』（TBSテレビ）
- 2015年5月3日『明石家さんまの転職DE天職4 人は転職して幸せになれる? 年収上がる? 徹底調査』（日本テレビ）[11]

## 出版
- GOETHE Vol.16 (幻冬舎、2007年05月24日発売)
- 週刊文春 2001年3月22日号 (43巻11号)
- 週刊文春 2007年1月18日号